# Habenaria secunda
Habenaria secunda är en orkidéart som beskrevs av John Lindley. Habenaria secunda ingår i släktet Habenaria och familjen orkidéer. Inga underarter finns listade i Catalogue of Life.